# Lelio Orsi
Lelio Orsi (Novellara, 1508/1511 – Novellara, 3 maggio 1587) è stato un pittore, architetto e disegnatore italiano, noto per la sua singolarissima versione "visionaria" del Manierismo. Con riferimento al suo paese natale è spesso indicato come Lelio da Novellara o Lelio Orsi da Novellara.

## Biografia
Educato probabilmente tra Mantova e l'Emilia (il suo stile mostra una conoscenza dell'opera grafica e pittorica di Giulio Romano, ma anche di Correggio e Parmigianino), Orsi si trasferì nel 1538 a Reggio Emilia, dove lasciò diversi cicli ad affresco su facciate di edifici, oggi in gran parte perduti (la Torre dell'Orologio e il Palazzo dell'Arte della lana). 
Processato e condannato all'esilio perché coinvolto in un fatto di sangue, fu costretto a ritirarsi nella Contea di Novellara, suo borgo natale, dove lavorò al servizio dei signori del luogo, un ramo cadetto della famiglia Gonzaga, che lo impiegarono in vasti progetti decorativi per le Chiese, i Palazzi e le loro dimore comitali (gli affreschi sono conservati in parte presso il museo Gonzaga di Novellara e in parte alla Galleria Estense di Modena). 
Molto legato alla famiglia Gonzaga, lavorò alacremente al suo servizio diventando anche un apprezzato membro della corte (amico e confidente). 

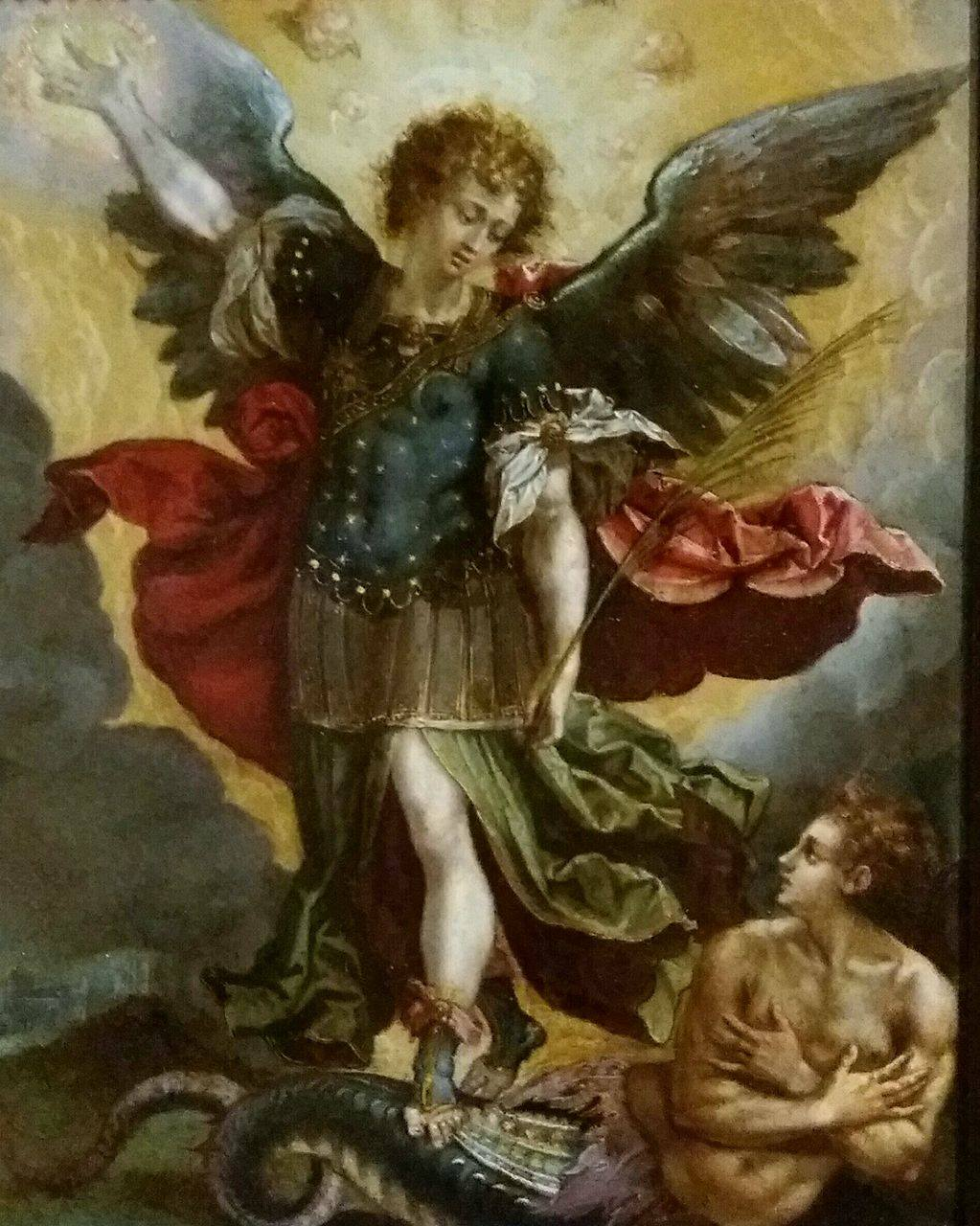
San Michele Arcangelo

Una data importante per il percorso dell'artista fu il 1545-1546, quando, in un viaggio a Roma, ebbe la possibilità di studiare le opere di Michelangelo, rimanendo particolarmente colpito dal ciclo della Cappella Paolina nei palazzi Vaticani. 
Orsi morì a Novellara il 3 maggio 1587 e ivi è sepolto presso la Chiesa del Carmine.
Tra i suoi allievi, vi fu Alessandro da Casalmaggiore, che svolse la sua opera presso le corti gonzaghesche di Mantova, Sabbioneta e Castel Goffredo, spesso in collaborazione col pittore Giulio Rubone.

## Opere
| N° | Img | Titolo                                   | Data | Tecnica      | h | l | Collocazione                           | Note |
| -- | --- | ---------------------------------------- | ---- | ------------ | - | - | -------------------------------------- | ---- |
| 01 |     | Noli me tangere                          |      |              |   |   | Wadsworth Atheneum, Hartford           |      |
| 02 |     | In cammino per Emmaus                    |      |              |   |   | National Gallery, Londra               |      |
| 03 |     | Santa Cecilia e San Valeriano            | 1555 | Olio su tela |   |   | Galleria Borghese, Roma                |      |
| 04 |     | Il sacrificio di Abramo                  |      |              |   |   | Museo Nazionale di Capodimonte, Napoli |      |
| 05 |     | San Giorgio e il drago                   |      |              |   |   | Museo Nazionale di Capodimonte, Napoli |      |
| 06 |     | Le tentazioni di Sant'Antonio            | 1570 | Olio su tela |   |   | Getty Museum, Los Angeles              |      |
| 07 |     | Cristo morto tra Carità e Giustizia      |      |              |   |   | Galleria Estense, Modena               |      |
| 08 |     | Martirio di Santa Caterina d'Alessandria |      |              |   |   | Galleria Estense, Modena               |      |